# Daniël Sajet
Daniël Sajet (Hilversum, 10 februari 1920 - Londen, 17 juni 1941) was een van de eerste Engelandvaarders en was de eerste Nederlandse piloot die tijdens de Tweede Wereldoorlog in dienst van de Royal Air Force verongelukte. 

## Biografie
Daniël Sajet was de jongste zoon van arts en SDAP-politicus Ben Sajet en zijn eerste vrouw Haia Raismann. Hij groeide op in een niet-gelovig Joods gezin. Zijn moeder stierf toen hij 14 was. Begin augustus 1940 vertrokken Sajet en zijn vriend Bruin Tammes in een zeilboot vanaf Veere richting Engeland. Zij werden op zee opgepikt door een Brits schip en kwamen op op 3 augustus 1940 in Harwich aan. Het was de tweede succesvolle oversteek van Engelandvaarders sinds het begin van de Duitse bezetting.
Sajet kwam bij de RAF en kreeg een opleiding tot piloot. Hij stortte op 16 juni 1941 met zijn Tiger Moth neer bij Hatfield en overleed een dag later in het plaatselijke ziekenhuis aan zijn verwondingen. Zijn vader en zijn oudere broers Herman en Jaap waren bij toeval in de nacht van 17 op 18 juni begonnen aan de oversteek naar Engeland. Bij aankomst hoorden ze dat Daan enkele dagen eerder verongelukt was.
Daniël Sajet was bevriend met Etty Hillesum, die op 13 augustus 1941 zijn dood vermeldde in haar dagboek.